# Ted Forstmann
Ted Forstmann (Greenwich, Connecticut, 13 de febrero de 1940 - Nueva York, Nueva York, 20 de noviembre de 2011) abogado y empresario estadounidense, fue uno de los socios fundadores de la compañía de capital privado "Forstmann Little & Company", y presidente y director ejecutivo de IMG, una compañía global de deportes y medios de comunicación. Fue un millonario filántropo, de ideas republicanas

## Formación académica
Forstmann se graduó de la Escuela de Greenwich Country Day, Phillips Academy, Universidad de Yale y la Escuela de Derecho de la Universidad de Columbia con un doctorado jurídico. En Yale fue miembro de la fraternidad Delta Kappa Epsilon.  

## Actividad laboral
El abogado Ted Forstmann y su hermano Nicholas C. Forstmann y William Brian Little fundan, en 1978,  Forstmann Little.  Con su segundo hermano, Anthony J. Forstmann, funda ForstmannLeff. 
Forstmann ha estado en la Lista de Forbes, entre los 400 estadounidenses más ricos en los años 2010 y 2011
En 2004 compró IMG en 750 millones de dólares, una agencia de deportes, moda y medios de comunicación que representa a destacados deportistas como Tiger Woods y Roger Federer, de la cual fue presidente y dedicó los últimos siete años de su vida.

## Actividades filantrópicas
Forstmann donó cientos de millones de dólares a la caridad: fue uno de los primeros filántropos en impulsar los programas de cupones para la educación en la década de 1990,  promoviendo las escuelas chárter . En 1999, fundó el Fondo de Becas de la Infancia, con John T. Walton, para que niños de escasos recursos asistieran a escuelas privadas usando los vales. Él donó US$ 50 millones.
Desde entonces, el fondo de becas ha entregado $ 443 millones a 116 mil niños.
En 1992, fundó el rancho Silver Lining, un campamento para niños con enfermedades terminales en Aspen, Colorado. Durante 25 años, llevó a cabo un torneo de tenis de caridad, denominado "Huggy Bear", en su casa de verano en Southampton, Nueva York, recaudando más de 20 millones de dólares para obras de caridad de los niños, al traer profesionales del tenis como Martina Navratilova y Boris Becker para jugar contra donantes aficionados.
En 1994, voló en su avión Gulfstream IV a Bosnia para entregar millones de dólares en suministros médicos y personal de servicios de emergencia. 
En 1996, Forstmann fue invitado a Sudáfrica por Nelson Mandela  y, conmovido por la obra del mandatario con los niños huérfanos,   hizo una donación de 1 millón de dólares. Dos años más tarde, en su visita a África para ver el orfanato que se había construido con su donación,  encontró a Everest, un niño huérfano a quien adoptó, lo mismo que hizo con Siya, dos años después, que fueron llevados a vivir en Nueva York

Falleció el 20 de noviembre de 2011 a los 71 años a causa de cáncer cerebral.